# Tafi-Atome-Affenschutzreservat
Koordinaten: 6° 54′ 18″ N, 0° 23′ 12,6″ O
Das Tafi-Atome-Affenschutzreservat ist ein Tierreservat und einer der Nationalparks in Ghana in der Volta Region.

## Lage

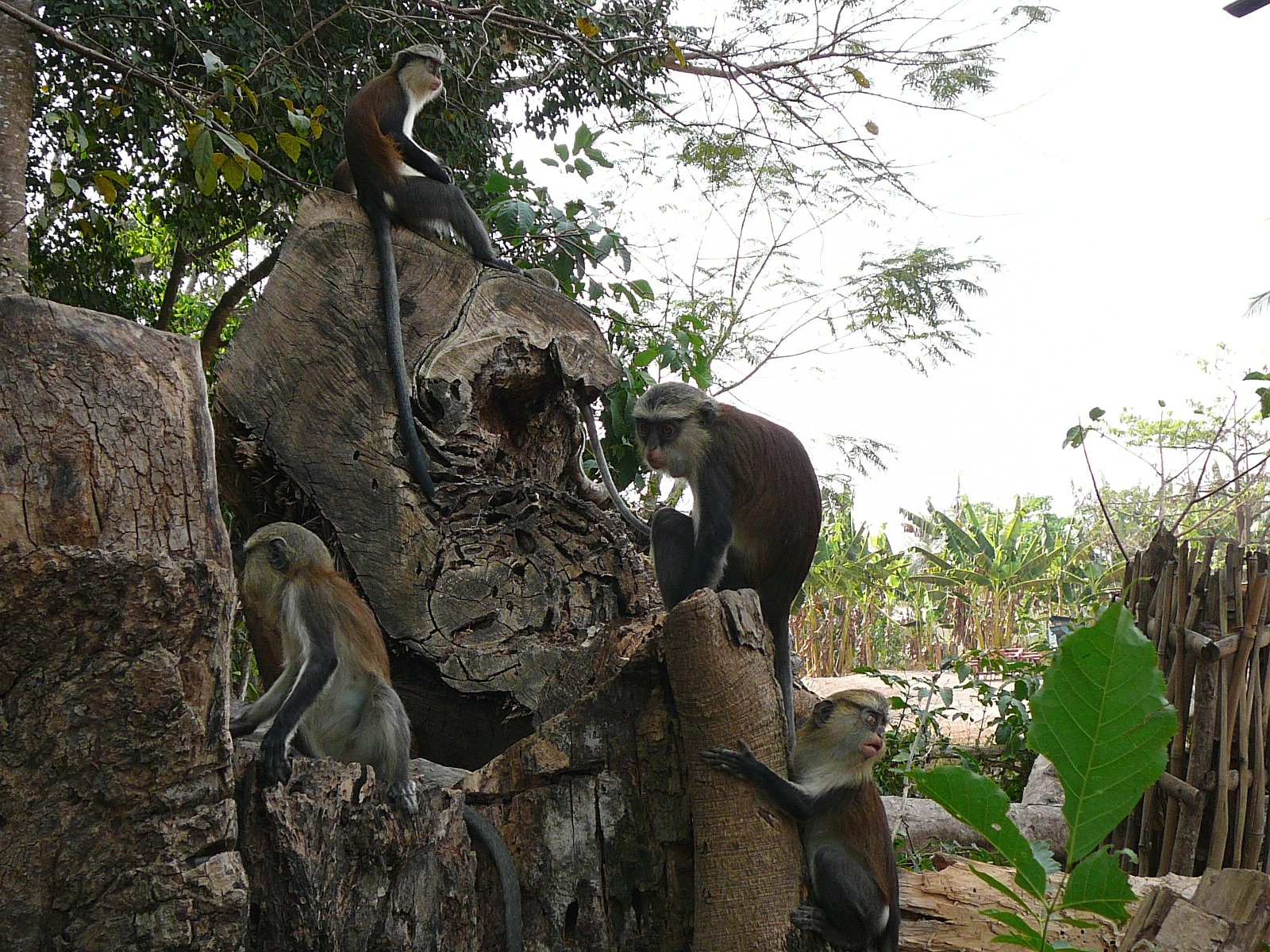
Monameerkatzen im Dorf

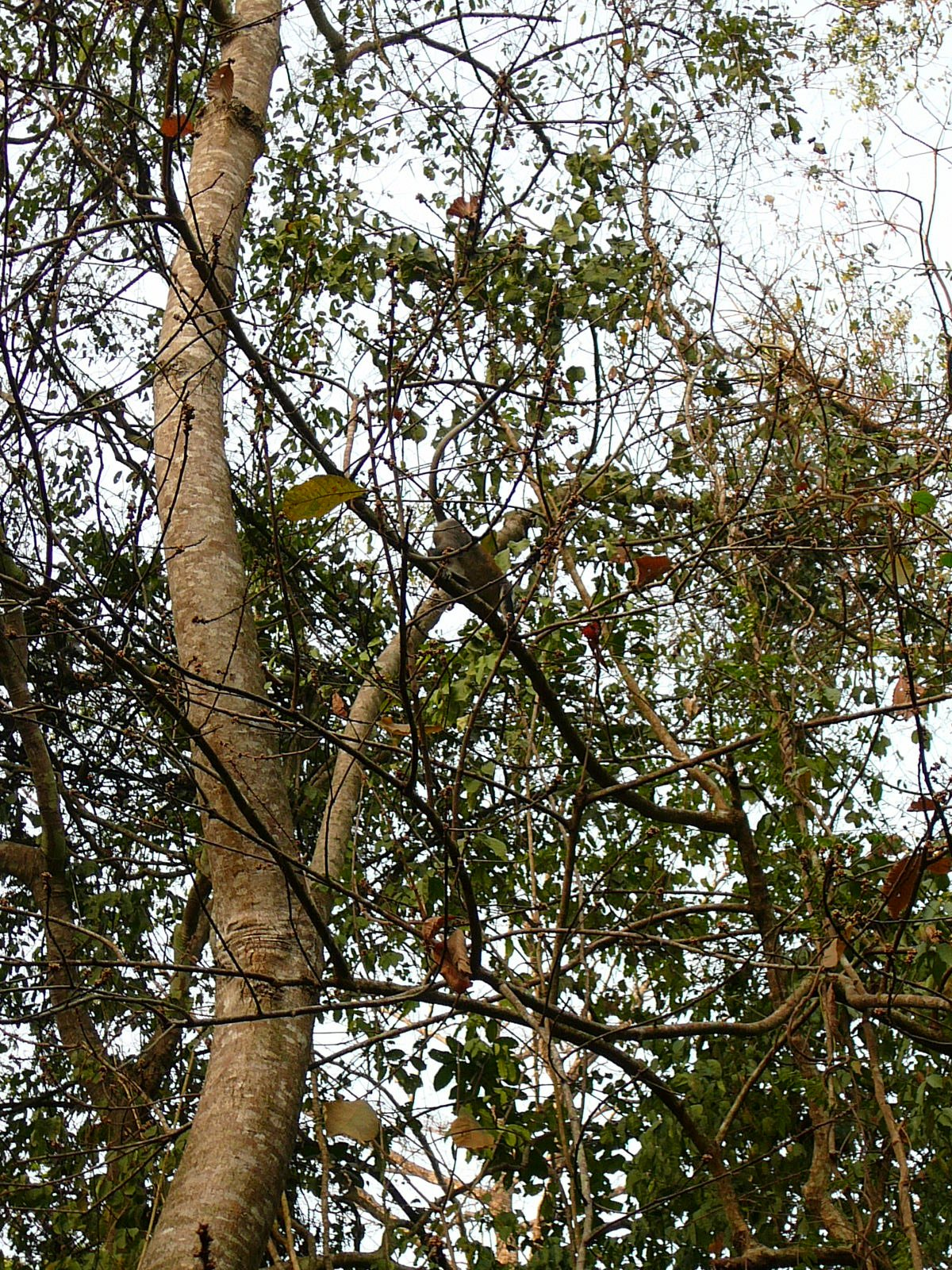
Monameerkatze am Waldrand

Das Reservat befindet sich im Osten Ghanas in der Umgebung des Dorfes Tafi-Atome, etwa 230 Kilometer nordöstlich der Hauptstadt Accra und 35 Kilometer nordnordwestlich der Distrikthauptstadt Ho.

## Beschreibung
Das Reservat beruht auf einem Erlass der Regionalbehörde und trägt der religiösen Verehrung bestimmter Affenarten Rechnung. Hier lebt der einzige ghanaische Bestand der Nominatform (Cercopithecus mona mona) der Monameerkatze. Die Meerkatzen können im Rahmen eines Ökotourismus-Projekts am Dorfrand und bei Führungen durch den Tropischen Wald gesichtet werden. 
Tafi Atome wurde mehrmals von der ghanaischen Tourismusbehörde ausgezeichnet, zum Beispiel als „best-kept Community-Based Ecotourism Project“ und sauberstes Dorf in Ghana.